# República Social Italiana

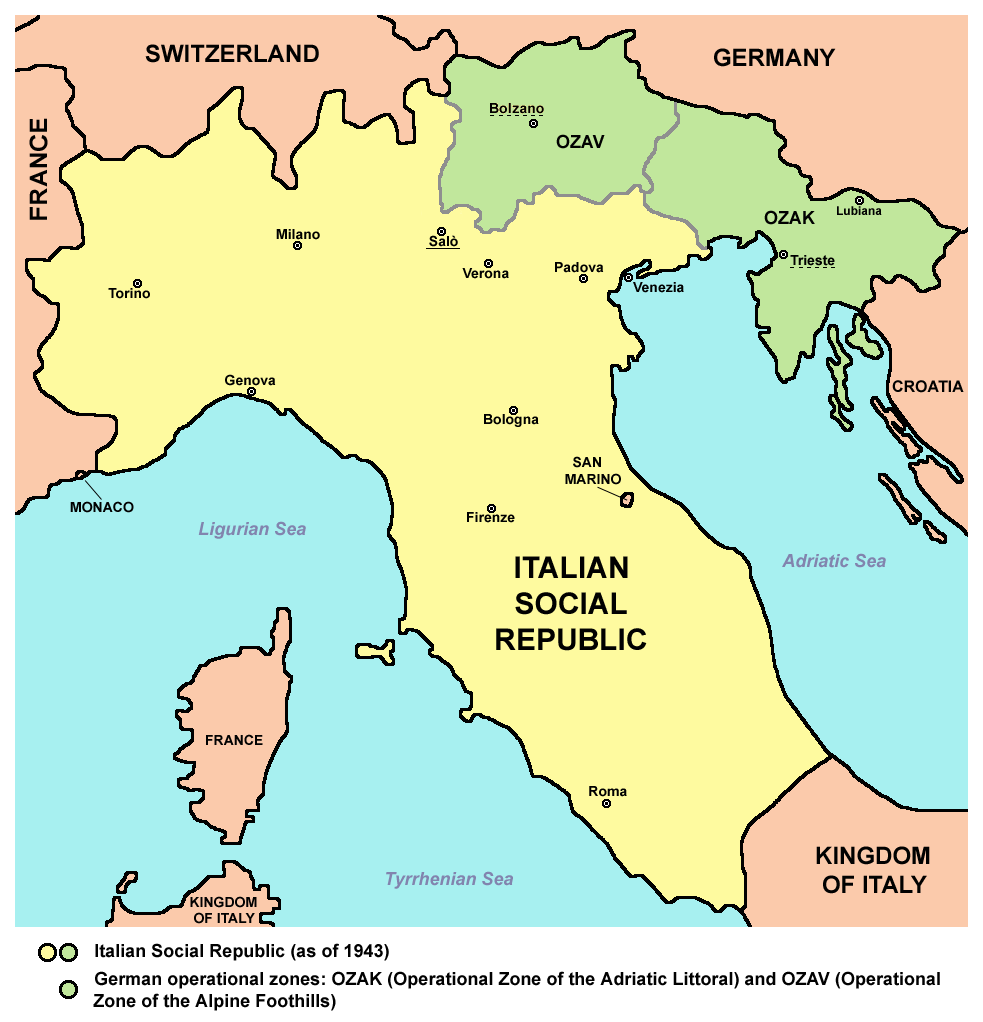
Mapa de la RSI

La República Social Italiana (italià: Repubblica Sociale Italiana or RSI) o República de Salò va ser un estat titella de l'Alemanya Nazi dirigit pel "Duce de la Nació" i "Ministre d'Afers Estrangers", Benito Mussolini. L'RSI va exercir la sobirania oficial en el nord d'Itàlia; però fou àmpliament dependent de l'exèrcit alemany o Wehrmacht per mantenir-ne el control. L'estat va ser informalment conegut com La República de Salò perquè el Ministeri d'Afers Estrangers estava ubicat a Salò, una petita vila al costat del Llac de Garda. La República Social Italiana va ser la segona i darrera expressió del feixisme en l'estat Italià.
El 1943 Mussolini va ser empresonat per ordre del rei Victor Manuel, que va signar l'Armistici entre Itàlia i les forces aliades. Però el 12 de setembre va ésser alliberat per l'exèrcit alemany i fugí al nord d'Itàlia on, seguint les ordres de Hitler, va fundar aquest nou estat, les finances del qual depenien enterament dels alemanys. El nou govern prohibí el sindicats i les vagues mentre, a través de la propaganda, presentava el feixisme com una ideologia progressista i una economia de socialització.
Quan la RSI es va crear, el curs de la Segona Guerra Mundial era desfavorable a les forces de l'Eix i, a la fi de 1944, ja era evident que perdrien la guerra. Llavors, Mussolini va descartar fugir d'Itàlia per crear un govern a l'exili; però va acceptar la idea d'Alessandro Pavolini d'organitzar una darrera defensa a la Valtellina, una vall alpina.
Així doncs, van començar els plans per a constituir el Ridotto Alpino Repubblicano (Reducte Alpí Republicà) o RAR, un territori defensiu que es pretenia que fos autònom dels alemanys i que permetés als feixistes resistir els atacs dels partisans i dels Aliats. De totes maneres, aquesta opció no era unànime entre els seus ministres i els preparatius no van ser prou exhaustius perquè el reducte suposés cap obstacle perquè els partisans italians enderroquessin el règim feixista el 25 d'abril de 1945. Malgrat un últim intent de fugida, Mussolini fou detingut, jutjat i, finalment, executat el 28 d'abril amb la seva amant i diversos membres del seu govern.
L'endemà,les forces de l'Eix van signar la Rendició de Caserta i la Segona Guerra Mundial va acabar a Itàlia. Amb ella, també acabà la RSI.

## Llista de ministres de la República Social Italiana
- Cap d'Estat i Ministre d'Afers estrangers: Benito Mussolini.
- Ministre de Defensa: Rodolfo Graziani.
- Ministres de l'Interior: Guido Buffarini Guidi; Paolo Zerbino.
- Ministres de Jústícia: Antonino Tringali-Casanova; Pietro Pisenti.
- Ministre de Finances: Domenico Pellegrini Giampietro.
- Ministres d'Indústria: Silvio Gai; Angelo Tarchi.
- Ministre d'Obres Públiques: Ruggero Romano.
- Ministre de Comunicacions: Augusto Liverani.
- Ministre de Treball: Giuseppe Spinelli.
- Ministre d'Educació Nacional: Carlo Alberto Biggini.
- Ministre de Cultura Popular: Fernando Mezzasoma.
- Ministre d'Agricultura: Edoardo Moroni.
- Líder del Partit Feixista Republicà : Alessandro Pavolini.

## Influència en la postguerra
Moltes figures polítiques italianes de l'extrema dreta van estar associades d'alguna manera amb la República Social Italiana entre elles Pino Romualdi, Rodolfo Graziani, Junio Valerio Borghese i Giorgio Almirante.
Pier Paolo Pasolini l'any 1976 va fer una pel·lícula transgressora al·legòrica anomenada Salò o le 120 giornate di Sodoma.